# 鳞羽鸫鹛
鳞羽鸫鹛（学名：Turdoides squamulata），是画眉科鸫鹛属的一种，分布于索马里、肯尼亚和埃塞俄比亚。全球活动范围约为66,400平方千米。该物种的保护状况被评为无危。
鳞羽鸫鹛的平均体重约为69.5克。栖息地包括亚热带或热带的旱林、亚热带或热带的（低地）干燥疏灌丛和河流、溪流。